# Rebec

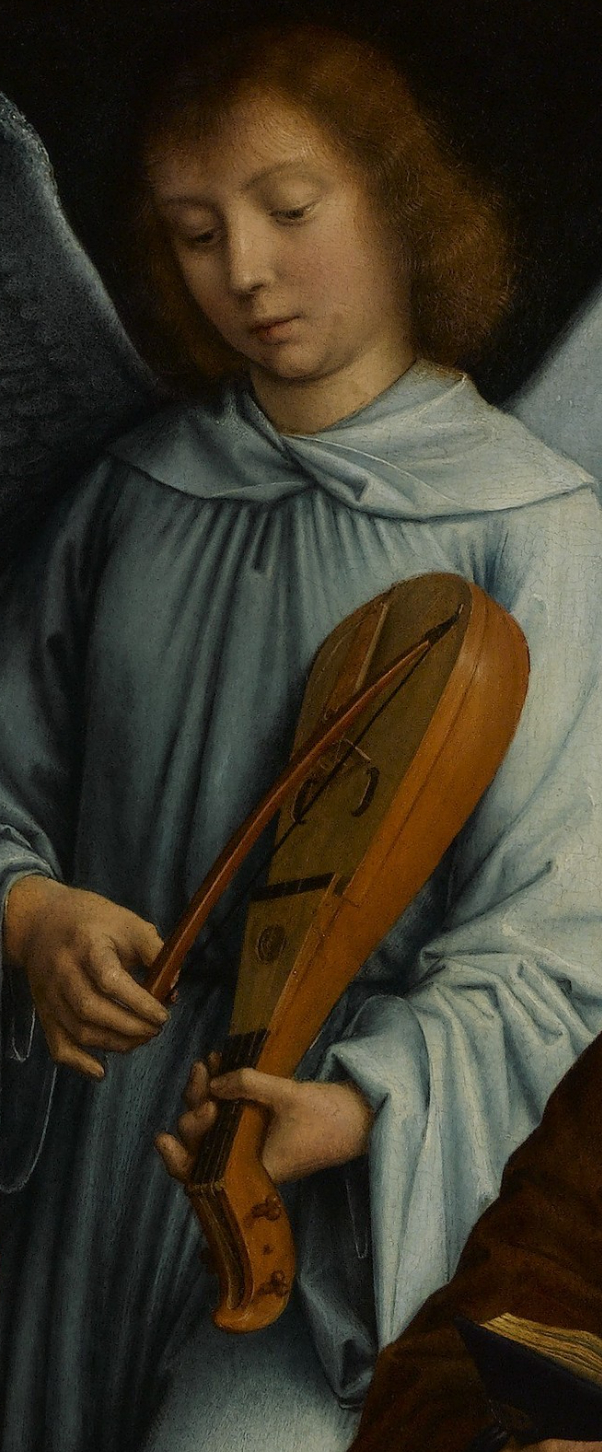
Rebec på en målning från 1509.

Rebec (uttal: /re'bɛk/), ibland även giga, är ett violinliknande musikinstrument som härstammar från Mellanöstern och var populärt i Europa under medeltiden. Instrumentet är en form av det ännu använda arabiska instrumentet rabab och kallades till att börja med rubeba. Instrumentet har en päronformad kropp med två eller tre strängar.

## Historik
Det finns även ett vikingatida fynd av ett halvfärdigt instrument som förmodas vara en rebec. Den har troligen sin grund i den femsträngade bysantinska lyran. Antalet strängar har dock varierat från en till fem, och numera har instrumentet vanligen tre strängar. Det fanns även som dagens violiner/fioler och cello i olika storlekar. De användes troligen även på ett liknande sätt. 
Den används mest idag i folkmusik från Östeuropa och Nordafrika. Men även exempelvis det svenska progressiva rockbandet Älgarnas Trädgård har använt den på en av sina skivor. Instrumentet omnämns av diktare som William Shakespeare och Miguel Cervantes. 
Rebec försvann ur konstmusik omkring år 1500 men levde vidare i form av pochette. Efter violinens genombrott fanns rebecen kvar som spelmansinstrument till cirka år 1700.